# Северная система предупреждения

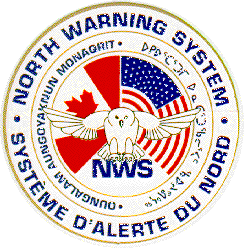
Эмблема North Warning System

Северная система предупреждения (англ. North Warning System) — система радиолокационных станций на крайнем севере арктического региона Канады с дополнительными станциями вдоль северного побережья и Алеутских островов Аляски, на Фарерских островах, в Гренландии и Исландии. Она была создана для обнаружения наступающих советских бомбардировщиков в ходе Холодной войны и обеспечения раннего предупреждения о сухопутном военном вторжении, придя на смену линии «Дью» в конце 1980-х - начале 1990-х.
Система состоит как из радиолокационных станций большой и средней дальности AN/FPS-117, так и маловысотных радиолокационных станций AN/FPS-124. Вся система подчиняется Командованию воздушно-космической обороны Северной Америки.

## История
Так называемая Линия «Дью», созданная в конце 1950-х годов, окончательно устарела в начале 1980-х годов. В 1984 году Командованием воздушно-космической обороны Северной Америки были инициированы работы по проектированию новой стационарной системы радиолокационного обнаружения на замену линии Дью, которая получила название «Северная система предупреждения». Основными требованиями к новой системе было, во-первых, снижение ежегодных эксплуатационных расходов на поддержание её работоспособности (линия Дью была одной из самых затратных статей расходной части военного бюджета), во-вторых, повышение боевых возможностей в части досягаемости и обнаружения средств воздушного нападения противника (главным образом, бомбардировщиков и крылатых ракет), летящих на малых и предельно малых высотах, которые могли преодолеть зону обнаружения системы Дью незамеченными. Для новой системы предполагалось соорудить 39 радиолокационных станций ближнего мониторинга воздушного пространства и наведения средств перехвата, и 13 радиолокационных станций дальнего обнаружения. На указанные работы предполагалось затратить до миллиарда долларов денежных средств. За проектирование и изготовление ближних радиолокационных средств отвечала корпорация «Сперри», заказ на разработку и сооружение РЛСДО был предоставлен компании «Дженерал электрик». Ввод в строй первых радиолокационных станций системы с постановкой их на боевое дежурство был запланирован на 1986 год, однако полная боевая готовность всей системы в целом по предварительным расчётам была достижима только в течение восьми лет, к 1992 году.
18 марта 1985 года на американо-канадском саммите в городе Квебек было подписано соглашение между премьер-министром Канады Брайаном Малруни и президентом США Рональдом Рейганом о создании Северной системы предупреждения.
С 1988 года начата ограниченная эксплуатация системы. На протяжении ряда лет в конце 1980-х и в начале 1990-х в строй вступают новые РЛС LRR, заменившие РЛС линии «Дью». Официально Северная система предупреждения введена в эксплуатацию 15 июля 1993 года, в этот же день Линия «Дью» официально закрыта.